# Lumbini Sanskritik
Lumbini Sanskritik (Nepali लुम्बिनी सांस्कृतिक Lumbini Sanskritik) ist eine Stadt (Munizipalität) im mittleren Terai Nepals im Distrikt Rupandehi.

## Lage
Lumbini Sanskritik liegt in der fruchtbaren Agrarlandschaft des Terai nur etwa 5 bis 10 km nördlich der Grenze zum indischen Bundesstaat Uttar Pradesh in einer Höhe von etwa 90 bis 150 m ü. d. M. Die Stadt Devdaha liegt nur etwa 10 km (Fahrtstrecke) südöstlich.

## Geschichte
Die Stadt entstand 2014 durch Zusammenlegung einer Reihe von ländlichen Gemeinden (Village Development Committees) im Umfeld des Lumbini Development Trust: Bhagwanpur, Ekala, Khudabazar, Lumbini Adarsha, Madhuwani, Masina und Tenahawa.
Lumbini Sanskritik liegt am Westufer des Dano.
Das Stadtgebiet umfasst nun 93,2 km².

## Einwohner
Bei der Volkszählung 2011 hatten die VDCs, aus welchen die Stadt Lumbini Sanskritik entstand, 61.157 Einwohner (davon 30.356 männlich) in 8331 Haushalten.

## Buddhistische Überlieferung
Im Stadtgebiet liegt der Ort Lumbini, der nach der Überlieferung der Geburtsort Siddhartha Gautamas, des Begründers des Buddhismus ist.